# Iúttiakh
Iúttiakh (en rus: Юттях) és un poble de la república de Sakhà, a Rússia, que en el cens del 2010 tenia 207 habitants, pertany al districte de Batagai.